# Wisco
Wisco - Water & Industrial Services Company S.p.A. è una azienda italiana che opera nel settore della depurazione e del trattamento delle acque reflue, soprattutto presso le officine di manutenzione di Trenitalia, ma anche svolgendo servizi conto terzi.

## Storia
Wisco viene fondata da Trenitalia nel luglio 2002 come Hydroitalia S.p.A. conferendole 46 impianti per la depurazione e del trattamento delle acque reflue industriali, prodotte dalle Officine di Manutenzione di Trenitalia.
Nel febbraio 2003 Hydroitalia diventa En. Hydro S.p.A. con l'entrata nel capitale sociale da parte di EnerTad S.p.A. ed Enel Hydro S.p.A. con il 25.5% ciascuno.
Nel 2004 En. Hydro si scinde in due società: Sodai Italia S.p.A. e Wisco S.p.A. ricevendo 23 impianti a testa.
Inizialmente la WISCO è partecipata per il 51% da Enel Hydro S.p.A e per il 49% da Trenitalia; successivamente, nel 2010, Enel Hydro S.p.A acquista il restante 49% detenuto da Trenitalia e diviene proprietaria al 100% di WISCO.
Nel 2012 Enel Hydro S.p.A cede l’intero pacchetto azionario posseduto a RDR S.p.A. Società benefit e VAPA DEPURAZIONE S.r.l.